# Liste der Monuments historiques in Arc-sous-Cicon
Die Liste der Monuments historiques in Arc-sous-Cicon führt die Monuments historiques in der französischen Gemeinde Arc-sous-Cicon auf.

## Liste der Immobilien
| Bezeichnung        | Beschreibung                                           | Standort                    | Kennzeichnung | Schutzstatus | Datum | Bild           |
| ------------------ | ------------------------------------------------------ | --------------------------- | ------------- | ------------ | ----- | -------------- |
| Rat- und Schulhaus | zwischen 1847 und 1864 erbaut; mit der Umfassungsmauer | 1 place de la Mairie (Lage) | PA25000045    | Inscrit      | 2005  | weitere Bilder |

## Liste der Objekte
| Bezeichnung               | Beschreibung | Standort                        | Kennzeichnung | Schutzstatus | Datum | Bild |
| ------------------------- | --- | ------------------------------- | ------------- | ------------ | ----- | ---- |
| Kanzel                    | Eichenholz, teilweise vergoldet, zweite Hälfte des 18. Jahrhunderts | in der Kirche St-Étienne (Lage) | PM25000034    | Classé       | 1975  |      |
| Zwei Seitenaltäre         | jeweils Altartisch, Retabel und Gemälde; Holz, farbig gefasst und vergoldet, Ölfarbe auf Leinwand, zweite Hälfte des 18. Jahrhunderts                                                                                            | in der Kirche St-Étienne (Lage) | PM25000035    | Classé       | 1975  |      |
| Taufaltar und -becken     | Eichenholz, farbig gefasst, Kalkstein, bezeichnet 1768 | in der Kirche St-Étienne (Lage) | PM25000036    | Classé       | 1975  |      |
| Adlerpult                 | Eichenholz, Ende des 18. Jahrhunderts | in der Kirche St-Étienne (Lage) | PM25000037    | Classé       | 1975  |      |
| Zwei Beichtstühle         | Eichenholz, zweite Hälfte des 18. Jahrhunderts | in der Kirche St-Étienne (Lage) | PM25000038    | Classé       | 1975  |      |
| Hauptaltar                | Altartisch, Tabernakel, Retabel und Wandverkleidung des Chorraums: Holz, farbig gefasst und vergoldet, zweite Hälfte des 18. Jahrhunderts; Gemälde Steinigung des heiligen Stefan: Ölfarbe auf Leinwand, 1877 von Édouard Vimont | in der Kirche St-Étienne (Lage) | PM25001595    | Classé       | 1975  |      |
| Kruzifix                  | Holz, farbig gefasst, 17. oder 18. Jahrhundert | in der Kirche St-Étienne (Lage) | PM25001817    | Inscrit      | 1975  |      |
| Kruzifix                  | Holz, farbig gefasst, 18. Jahrhundert | in der Kirche St-Étienne (Lage) | PM25001818    | Inscrit      | 1975  |      |
| Skulptur Madonna mit Kind | Holz, farbig gefasst und vergoldet, um 1500 | in der Kirche St-Étienne (Lage) | PM25001819    | Inscrit      | 1975  |      |
| Vier Altarleuchter        | Holz, vergoldet, 17. Jahrhundert (?) | in der Kirche St-Étienne (Lage) | PM25001820    | Inscrit      | 1975  |      |
| Vier Altarleuchter        | Holz, vergoldet, 18. Jahrhundert | in der Kirche St-Étienne (Lage) | PM25001821    | Inscrit      | 1975  |      |
| Kirchenbänke              | Holz, 19. Jahrhundert | in der Kirche St-Étienne (Lage) | PM25001822    | Inscrit      | 1975  |      |